# NGC 3227
NGC 3227 је спирална галаксија у сазвежђу Лав која се налази на NGC листи објеката дубоког неба.
Деклинација објекта је + 19° 51' 55" а ректасцензија 10h 23m 30,4s. Привидна величина (магнитуда) објекта NGC 3227 износи 10,4 а фотографска магнитуда 11,3. Налази се на удаљености од 20,850 милиона парсека од Сунца. NGC 3227 је још познат и под ознакама UGC 5620, MCG 3-27-16, CGCG 94-28, IRAS 10207+2007, ARP 94, VV 209, KCPG 234B, PGC 30445.